# Benda (Adelsgeschlecht)

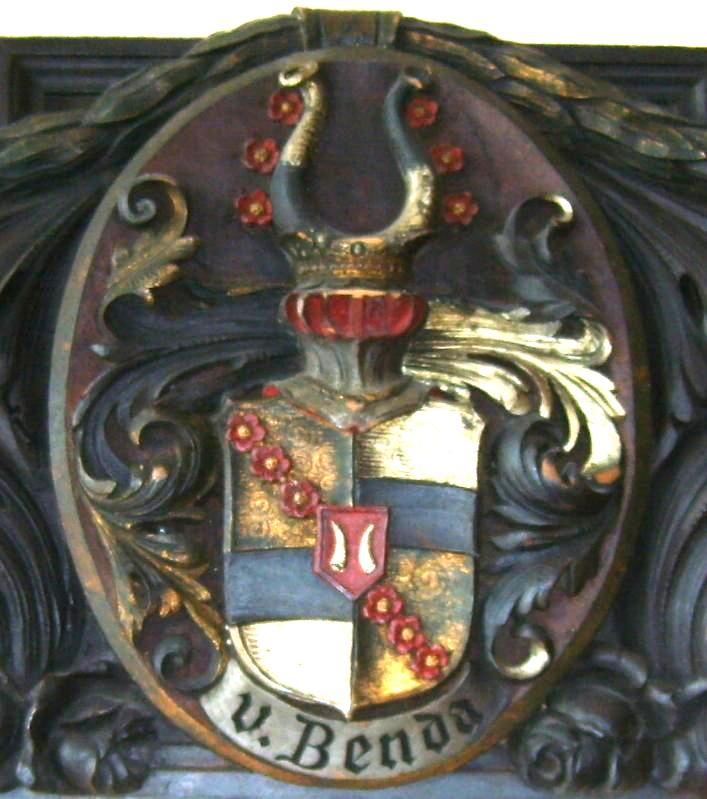
Wappen derer von Benda im Kreishaus in Greifswald

Die Familie von Benda war eine Adelsfamilie, die ab dem 19. Jahrhundert im vorpommerschen Rubkow bei Lassan ansässig war.

## Geschichte
Wilhelm Benda (* 2. Januar 1779), thurn und taxischer Kammerdirektor und früherer preußischer Regierungsrat, ein Sohn des Musikers Karl Hermann Benda (1748–1836), wurde am 28. April 1825 vom bayerischen König in den Adelsstand erhoben.
Der nationalliberale Politiker und Reichstagsmitglied Robert von Benda war Inhaber des Rittergutes Rudow am Stadtrand von Berlin. Der Vizepräsident des Preußischen Abgeordnetenhauses war zweimal verheiratet. Mit seinen Ehefrauen Elise Honig und Marie Jonas ist er der Stammvater aller heute lebenden Mitglieder des Adelsgeschlechts.
1903 erwarb Robert von Benda-Rubkow (1870–1950) das Gut Rubkow und war zuvor Schüler am Pädagogium Putbus. 1922 trat er als Ehrenritter dem Johanniterorden bei. 1928 veräußerte er Rubkow an die Pommersche Landgesellschaft Stettin. Er lebte dann mit seiner Familie zeitweise in Potsdam und nachmals in Stettin. Rubkow blieb das einzige nennenswerte Gut der Familie von Benda in Vorpommern.
Des Weiteren gründeten Familienangehörige im neu entstandenen Gutsbezirk des vormaligen weltlichen Amtes Kloster Stötterlingenburg für zwei Generationen einen Familienfideikommiss. Die Stötterlingenburger Gutsbesitzer trugen nach preußischer Genehmigung von 1887, gegeben zu Schloss Babelsberg, den Namen von Lambrecht-Benda. Der Fideikommissherr Kurt von Lambrecht-Benda (1848–1922) war verheiratet mit Maria (Myriam) Gentz, Tochter des Künstlers Wilhelm Gentz. Sein Besitz Stötterlingenburg beinhaltete Anfang der 1920er Jahre laut dem Güter-Adressbuch der Provinz Sachsen 666 ha Land, davon waren 7 ha Waldbesitz.
Der 1941 in Greifswald geborene Franz von Benda-Beckmann war einer der weltweit führenden im Fachbereich der Rechtsethnologie.

## Wappen
Das gevierte Wappen zeigt im Herzschild in rot zwei spitze weiße Hörner. In 1 und 4 in Gold je drei rote Rosen von rechts oben nach links unten. 2 und 4 geteilt in Blau und Weiß. Auf dem Helm zwei Büffelhörner in Blau und Weiß mit je drei Rosen an den Außenseiten.
Das Wappen der Familie von Benda ist im Wappenfries der ständischen Mitglieder des Kreistages (24 Gutsherren und 3 Städte) des Landkreises Greifswald enthalten.